# 卢克·坎贝尔
卢克·坎贝尔（英語：Luke Campbell，1987年9月27日—），英國改革黨籍政治人物，現任赫爾及東約郡市長。他曾為英国男子拳击运动员，2013年成为职业选手，並代表英国参加2012年夏季奥林匹克运动会拳击比赛，获得男子56公斤级金牌。